# Nesmrtelnost

Jin a jang jsou symbolem věčnosti

Jako nesmrtelnost se označuje nemožnost úmrtí, věčný život ve fyzické nebo spirituální formě. V užším smyslu se jako nesmrtelnost označuje nemožnost úmrtí věkem. Nesmrtelnost je pouze hypotetická vlastnost, která nebyla prokázána, nicméně se často objevuje v mytologii, pověstech a také v kultuře. Někdy je chápána pozitivně, ale často je věčný život považován za prokletí.

## Nesmrtelné organismy
U některých organismů se předpokládá, že mohou žít věčně. Nejznámějším příkladem je drobná medúza Turritopsis nutricula, která se po rozmnožování vrátí do stádia polypu. Z pozorování se zdá, že tento proces může opakovat do nekonečna. Podobné schopnosti mají i nezmaři, kteří zřejmě nepodléhají procesu stárnutí. 

## Vědomí a nesmrtelnost
Medicína ztotožňuje smrt člověka s mozkovou smrtí. Život člověka v pravém slova smyslu končí ustáním funkční činnosti mozku, tedy definitivním zánikem jeho vědomí, bez ohledu na to, že tělesné funkce mohou být prostřednictvím přístrojů leckdy udržovány řadu let po mozkové smrti. Vědomí představuje určitý projev činnosti mozku; klasický materialismus proto ztotožňuje trvání života s trváním hmotné soustavy, která vytváří vědomí – s trváním těla, respektive mozku. Na druhé straně biochemická měření ukazují, že prakticky všechny biologické molekuly, které tvoří naše tělo a mozek, a které jsou také zodpovědné za vytváření vědomí, podléhají poměrně rychlému procesu obměny. Většina makromolekul, ze kterých jsou postaveny buňky našeho těla, nemá životnost delší než několik týdnů, neustále se průběžně rozpadají a jsou nahrazovány nově syntetizovanými makromolekulami. Jinými slovy, naše vědomí a život se vlastně neustále stěhují z jedné hmoty na jinou.
Vazba jedincova života na jeho vědomí a neustálé fyziologické stěhování jeho vědomí z hmoty na hmotu vedou k myšlence, že život každého člověka by v principu mohl být zachován, pokud by po jeho tělesné smrti bylo nějak obnoveno jeho vědomí. Takovéto úvahy se začaly objevovat ve druhé polovině dvacátého století a byly vedle nových. poznatků o fyziologii mozku inspirovány zejména rozvojem kybernetiky. Teoretickou možnost, jak by život člověka mohl být obnoven v jiném těle navrhl již zakladatel kybernetiky Norbert Wiener: "Jednou bude možné sestrojit takové technické zařízení, které dokáže rozložit lidské tělo do poslední molekuly a zaznamená přitom veškerou informaci o jeho struktuře. Na základě této informace na jiném místě nasyntetizuje příslušné organické látky a poskládá z nich buňky a posléze celé tělo. Tak bude možné přenést člověka na jiné místo bez toho, a by tam byl přenesen v tělesném smyslu". Jinou variantou jsou úvahy, že by život člověka bylo možné po tělesné smrti zachovat, pokud by jeho vědomí bylo přehráno do nějakého superdokonalého počítače a obnoveno v tomto elektronickém "mozku" – tzv. emanace vědomí do počítače. "Je-li to co jste jen organizace informace strukturující váš tělesný systém (nebo, provokativněji řečeno, je-li to co jste program běžící ve vašem mozkovém komputeru), pak můžete v principu přežít tělesnou smrt stejně, jako počítačový program může přežít zánik komputeru ve kterém byl vytvořen a poprvé spuštěn".
Technologie které by dokázaly vytvořit kopii něčího mozku či obnovit vědomí v počítači jsou ovšem čistě hypotetické a zůstávají spíše doménou sci-fi. Nemohl by však náš život po zániku těla pokračovat tehdy, pokud by se nějakém jiném člověku časem vyvinulo naše původní vědomí? Tuto možnost byla důkladně analyzována v nedávné době.
Podle se možnost, že by naše životní osudy pokračovali v někom, v kom by se přirozenou cestou vyvinulo naše vědomí sice zdá být na první pohled absurdní, bližší analýza ale ukazuje, že se ve skutečnosti jedná o logicky jev v podstatě zcela konzistentní s tím, co o fungování přírodních jevů víme. Podstatou trvání našeho života je podle nikoliv obnovování vědomí jako takového, ale obnovování určitých podstatných vlastností našeho vědomí, k čemuž neustále dochází v našem mozku, ale může k tomu dojít i jiném jedinci. Důležité je, že na vědomí a tím i na život je třeba se dívat jako na fenomén jehož existenci nemůžeme popřít, nelze jej však nijak definovat z fyzikálního hlediska. To neznamená, že by vědomí bylo tvořeno nějakou nefyzikální substancí, znamená to však, že vědomí a tím ani životu přiřazovat žádné fyzikální vlastnosti, jakými jsou například i prostorový a časový rozměr či fyzikální kontinuita. "Náš život se v prostoru a čase nijak nepohybuje, není odnikud nikam přenášen, nepřeskakuje moře prostoru a času - prostě je jen tu či onde vytvářen". Proto také je zcela jedno, kdy, kde a jakým způsobem se v jiném jedinci obnoví ty vlastnosti našeho vědomí, které jsou nutné a zároveň postačující pro pokračování našeho života, což by vlastně nebylo možné, pokud by vědomí bylo tvořeno nějakou fyzikální či nefyzikální substanci. Z fyzikální bezrozměrnosti vědomí a života lze také dovodit, že jedno jediné vědomí vytvářené mozkem určitého člověka může představovat jednak jeho vlastní život, a současně i budoucí život prakticky libovolného počtu jedinců žijících před ním. Pokračování života každého v nás v nějakém jiném jedinci je pak podle nejen možné, ale dokonce velmi pravděpodobné. Stačí jen pokud se jiném jedinci vyvine vědomí v určitých podstatných vlastnostech dostatečně podobné našemu, tělesnou smrtí osudy žádného jednoho člověka nekončí.

## Nesmrtelnost v mytologii a pověstech

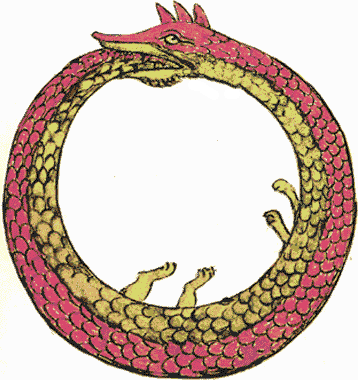
Uroboros, had, požírající vlastní ocas, symbol věčnosti

Většina náboženství předpokládá, že lidská bytost se skládá z těla, které je smrtelné, a duše, která je – nebo může být za určitých okolností – nesmrtelná. Po smrti se duše oddělí od těla a odchází do astrálního světa (ráj, peklo, podsvětí atd.). V některých pověstech se dokonce může zemřelý vracet do našeho světa v podobě přízraku, zjevení nebo jiného nemrtvého.
Některé mytologické bytosti jsou nesmrtelné, například antičtí bohové (na rozdíl od např. severských bohů). Personifikací nesmrtelnosti, věčnosti je bytost Aeternitas (lat. věčnost). Za symbol nesmrtelnosti se od pradávna užívá had, požírající vlastní ocas, zvaný Uroboros. Také bájný pták Fénix je nesmrtelný, protože vždycky sám sebe upálí a znovu se zrodí omlazený ze svého popela.
Lidem měl nesmrtelnost zajistit elixír mládí; některé postavy z pověstí byly téměř nezranitelné – známý je například hrdina trojské války Achilles, nebo severský drakobijec Sigurd. Ve středověku panovala víra v apoštola Jana, který bude vládnout své blažené říši až do posledního soudu. V období zámořských objevů se někteří mořeplavci snažili říši apoštola Jana najít, zejména v Africe a Jižní Americe.
Po nesmrtelnosti ovšem lidé zpravidla netoužili a pokud je nějaká osoba v pověsti nesmrtelná, je to chápáno jako prokletí. Známá je pověst o věčném Židovi Ahasverovi, který se vysmíval týranému Kristu a za trest musí bloudit světem až do posledního soudu. Pověst je poprvé doložena ve 13. století.
Jiným příkladem je Bludný Holanďan, kapitán lodi, který se rouhal, když plul v bouři, a proto se musí navždy plavit proti větru.

## Nesmrtelnost v kultuře

### Film
- Russel Mulcahy: Highlander – kasta bojovníků, kteří se mohou zabít pouze mezi sebou navzájem, jinak jsou nesmrtelní
- Darren Aronofsky: Fontána – film na motivy O'Neillova dramatu, potýkající se s otázkou lidské smrtelnosti a věčného mládí
- Steven Spielberg: Indiana Jones a poslední křížová výprava – napití ze Svatého grálu zajišťuje věčné mládí
- Gore Verbinski: Piráti z Karibiku: Prokletí Černé perly – prokletí pirátů z Černé perly se podobá prokletí Bludného Holanďana
- Richard Schenkman: Pozemšťan – film o člověku v současnosti, který žije již 14 000 let
- série X-MEN: filmy o mutantovi který nemůže umřít a potkává další lidi jako je on

### Divadlo
- Karel Čapek: Věc Makropulos – zpěvačka Emilia Marty vypila elixír mládí, který jí prodloužil život o 300 let
- Eugene O'Neill: Pramen věčného mládí – hra o prameni v amazonských pralesích, který prodlužuje lidský život

### Hudba
- Richard Wagner: Bludný Holanďan – opera